# MAN NM 152
1990 präsentierten MAN (Fahrgestell) und Göppel (Aufbau) mit dem NM 152 einen Niederflur-Midibus. Bei diesem optisch an den VÖV-Bus angepassten Bus waren alle Sitze auf Podesten angebracht.
Schon 1993 wurde der NM 152 vom MAN NM 152(2) abgelöst. Er entspricht optisch zwar weitgehend dem NM 152 (Baumuster 469). Wesentlicher Unterschied war die podestarme Anordnung der Sitze und ein Knick in der unteren Linie des Fensterbandes. 
Darüber hinaus begann MAN zirka 1993 auch mit der Fertigung eines weiteren Midibusses unter der Bezeichnung NM 152 (Baumuster A05). Dieser unterschied sich konstruktiv deutlich von den oben genannten Typen. Als Hauptmerkmale können unter anderem die vierfache und größere Bereifung, der kurze hintere Überhang und der Einsatz des Vier-Zylinder-Turbodieselmotors D0824 LOH genannt werden.
Im Verhältnis zum normalen Niederflurbus wurden nur wenige Exemplare gebaut. Trotzdem sind MAN und Göppel bei den Midibussen Marktführer. 
Inzwischen wurden die NM 152 bei den meisten Verkehrsbetrieben ausgemustert und sind meist nur noch bei privaten Busbetreibern oder im Ausland im Einsatz.